# Раковский, Мартин
Мартин Раковский (словац. Martin Rakovský; около 1535 года, деревня Раково, Словакия — 28 сентября 1579, Кутна-Гора, Чехия) — словацкий поэт-гуманист, политический мыслитель XVI века.

## Биография
Родился в богатой дворянской семье. Учился в Кремнице, Бардеёве (известно, что его учителем в этот период был Леонард Штокель), Брашове. В 1555-56 годах учился в Виттенбергский университет, но ввиду нехватки средств вынужден был покинуть альма-матер . Большое влияние на творчество будущего поэта оказали взгляды видного чешского гуманиста Филиппа Меланхтона. С 1556 года жил в Праге, работал сначала ректором школы в городе Жатец, позже — в Лоуны. В пражский период становится членом кружка чешских гуманистов Яна Годейовского. В период с 1559 по 1569 года занимает должность секретаря Венгерской королевской палаты в Пожони (ныне Братислава). В 1560 году издает социально-политический трактат в стихах «De partibus rei publicae et causis mutationum regnorum imperiorumque». Предположительно, в 1568 году женится на Дороте Кривайовой (словац. Dorotou Krivayovou z Trenčína), от брака у Мартина двое детей — Барбора (1570) и Давид (1574). С 1569 года руководит делами своих родовых поместий в Турце. В 1574 году пожалована должность поджупана Турчанской столицы.

### На русском языке
1. Культура Возрождения: Энциклопедия: В 2 тт. / Под ред. О. Ф. Кудрявцева. — М.: Российская политическая энциклопедия, 2011. — Т. 2. — С. 14. — 800 экз. — ISBN 978-5-8243-1567-7.
2. Голоса столетий. Антология словацкой поэзии от истоков до конца XX в. / Под ред. А. Г. Машковой. — М.: Изд-во Моск. ун-та, 2002. — С. 28. — 412 с. — ISBN 5-211-04582-3.
3. История литератур западных и южных славян: В 3 тт. / Под ред. А. В. Липатова. — М.: Индрик, 1997. — Т. 1. — 886 с. — ISBN 5-85759-057-4.

### На иностранном языке
1. Okál, Miloslav. Život a dielo Martina Rakovského. — Matica slovenská, 1979-1983. — Т. 1-2.